# Caraimatta sbordonii
Caraimatta sbordonii är en spindelart som först beskrevs av Brignoli 1972.  Caraimatta sbordonii ingår i släktet Caraimatta och familjen Tetrablemmidae. Inga underarter finns listade.